# Mieczysław Lisiński
Mieczysław Karol Lisiński, wcześniej Lis (ur. 30 października 1877 w Żołyni, zm. 18 stycznia 1957 w Jarosławiu) – polski duchowny rzymskokatolicki, kanonik, katecheta, przewodniczący Polskiej Organizacji Wojskowej, radny miejski oraz rektor kościoła Św. Ducha.

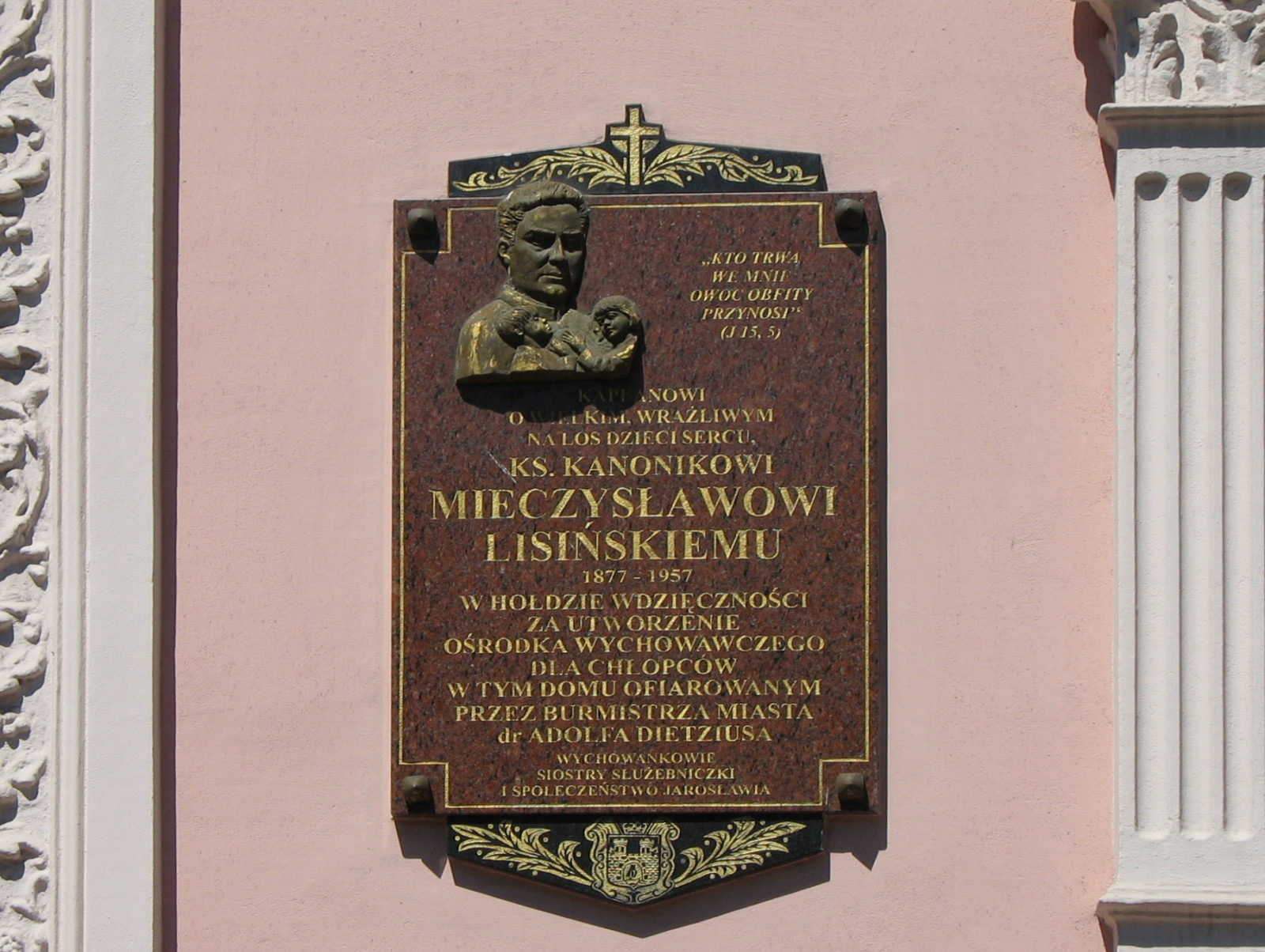
Tablica pamiątkowa na Ośrodku Wychowawczym w Jarosławiu

## Życiorys
Urodził się 30 października 1877 w Żołyni jako syn Jana Lisa i Cecylii z domu Krzyżak. Jego chrzestnymi byli Zofia Mościcka i Jan Bielecki. W 1885 ukończył szkołę powszechną w Żołyni. Kształcił się w C. K. I Gimnazjum w Rzeszowie, gdzie w 1896 zdał egzamin dojrzałości. Dekretem C. K. Namiestnictwa we Lwowie z 16 listopada 1896 zmienił nazwisko z „Lis” na „Lisiński”. 
Po zdaniu matury wstąpił do Diecezjalnego Seminarium Duchownego w Przemyślu. 22 lipca 1900 otrzymał święcenia kapłańskie z rąk bpa Józefa Sebastiana Pelczara. Pracę duszpasterską rozpoczął wpierw w parafii Wielowieś, a następnie po trzech latach udał się do kościoła św. Trójcy w Przemyślu. Pełnił tam funkcje katechety, rektora i kapelana Sióstr Benedyktynek. 18 września 1906 otrzymał nominację na zastępcę ks. dra Mateusza Czopra. W 1914 nadano mu tytuł kanonika. W 1917 wstąpił do Polskiej Organizacji Wojskowej. W 1918 wszedł w skład Reprezentacji Rządu Polskiego w Jarosławiu. Werbował razem z innymi młodzież do obrony Lwowa i Przemyśla. 1 września 1924 otrzymał nominację na stałego katechetę w I Państwowym Gimnazjum w Jarosławiu, w którym od 1926 do 1933 był wicedyrektorem. Organizował spotkania historyczne. W latach 1933–1939 był radnym miejskim z ramienia Stronnictwa Narodowego. Założył dwa domy dla sierot polskich. W 1924 został obdarzony przywilejem noszenia Rokiety i Mantoletu.  We wrześniu 1939 roku, po wkroczeniu wojsk niemieckich został wpisany na listę zakładników, a 27 września został wywieziony za San z zakazem powrotu. Do Jarosławia powrócił w 1944. 2 lipca 1945 objął kościół św. Ducha w Jarosławiu. Odnowił zniszczony rektorat przy pomocy swoich przyjaciół. Wprowadził szopkę bożonarodzeniową i Grób Pański. W 1950 zrzekł się kierowania domami dla sierot, które przeszły pod zarząd „Caritasu”. W 1956 udał się do Szczawnicy w celu podratowania zdrowia. 
Zmarł 18 stycznia 1957 w Jarosławiu na chorobę nowotworową. Pochowany na Starym Cmentarzu w Jarosławiu (sektor 27-B-1).

## Ordery i odznaczenia
- Złoty Krzyż Zasługi (10 listopada 1933)[4]
- Medal Niepodległości (21 kwietnia 1937)[5]

## Upamiętnienie
Nazwany został ojcem ubogich i sierot. Decyzją Rady Miasta Jarosławia I kadencji ulicę, gdzie mieścił się drugi dom dla sierot, nazwano jego imieniem.